# Kåkenäs
Kåkenäs är ett bostadsområde i tätorten Strandnorum i Norums socken i Stenungsunds kommun, Bohuslän. Fram till och med 2005 avgränsade SCB bebyggelsen i Kåkenäs och dess grannby Nösnäs till en småort namnsatt till Kåkenäs och Nösnäs. År 2010 upphörde småorten när bebyggelsen växt samman med tätorten Strandnorum och därefter existerar ingen bebyggelseenhet med detta namn. 
Namnet Kåkenäs tros komma från fartygstypen "kogg".
Kåkenäs och Nösnäs ligger vid Hakefjorden.
Bebyggelsen på Kåkenäs har länge bestått till större delen av sommarbostäder, men från 2010 och framåt har ett större antal året runt-bostäder byggts i området. Utanför Kåkenäs är det långgrunt förutom södra delen där det finns en brygga, kallad "badbryggan". Från början utgjorde denna brygga Stenungsunds hamn. Exakt ålder på bryggan är oklar men den syns på en av lantmäteriets kartor från 1876.
Vid bryggan anordnar Föreningen Kåkenäs på sommaren simskola för de yngre. Detta har pågått sedan 1940-talet. Föreningen Kåkenäs har mottagit en svensk flagga av konungen som används varje år vid simskolans avslutning.
Utanför Kåkenäs ligger Snöholmarna varav det på en av dem finns en fyr. Närmast Kåkenäs badbrygga ligger även ön Kåkenäsholme.
Eftersom det är långgrunt drevs i början på 1900-talet ett antal pålar ner i leran för att kunna belägga båtar i. På 1960-talet gjordes ett försöka att anlägga en större brygga vilket misslyckades på grund av den kraftiga isen. Rester av bryggan i form av järnbalkar och betongfundament står fortfarande kvar.